# زلزال طرود 1953
زلزال طرود 1953 هو زلزالٌ وقعَ في طرود ‏ في إيران بتاريخ 12 فبراير 1953.